# Edward Marsh
Edward Marsh (født 12. februar 1874 i Philadelphia, død 10. oktober 1932 smst.) var en amerikansk roer, som deltog i OL 1900 i Paris.

## Rokarriere
Marsh stillede op for Vesper Boat Club i fødebyen Philadelphia og vandt for denne klub seks amerikanske og to canadiske mesterskaber frem til 1902. Han var med i Vesper-otteren, der repræsenterede USA ved OL 1900 i Paris sammen med Bill Carr, John Exley, John Geiger, Ed Hedley, Jim Juvenal, Roscoe Lockwood, Harry DeBaecke og Lou Abell (styrmand). Amerikanerne kvalificerede sig let til finalen, hvor de også vandt klart med et forspring på seks sekunder til belgierne på andenpladsen, mens den hollandske båd blev nummer tre.

## Videre karriere
Marsh fungerede i en periode som rotræner, mest for West Philadelphia Boat Club, men han havde også et år som hjælpetræner ved University of Pennsylvania.